# Arrow McLaren
Arrow McLaren, antes conocido como Arrow McLaren SP, Sam Schmidt Motorsports, Schmidt Peterson Motorsports o Schmidt Peterson Hamilton Motorsports, es un equipo estadounidense de automovilismo de velocidad que compite en IndyCar Series. El equipo fue fundado por Sam Schmidt y tiene su sede en Indianápolis. 
En 2021, se anunció que McLaren había comprado una participación del 75% en la propiedad del equipo, con Schmidt y Peterson compartiendo una participación del 25% en el equipo y permaneciendo en la junta directiva del equipo, presidida por el director ejecutivo de McLaren, Zak Brown. 
El equipo opera las entradas de Dallara-Chevrolet con los pilotos Pato O'Ward y Alexander Rossi, respectivamente.

## Historia

### Antecedentes

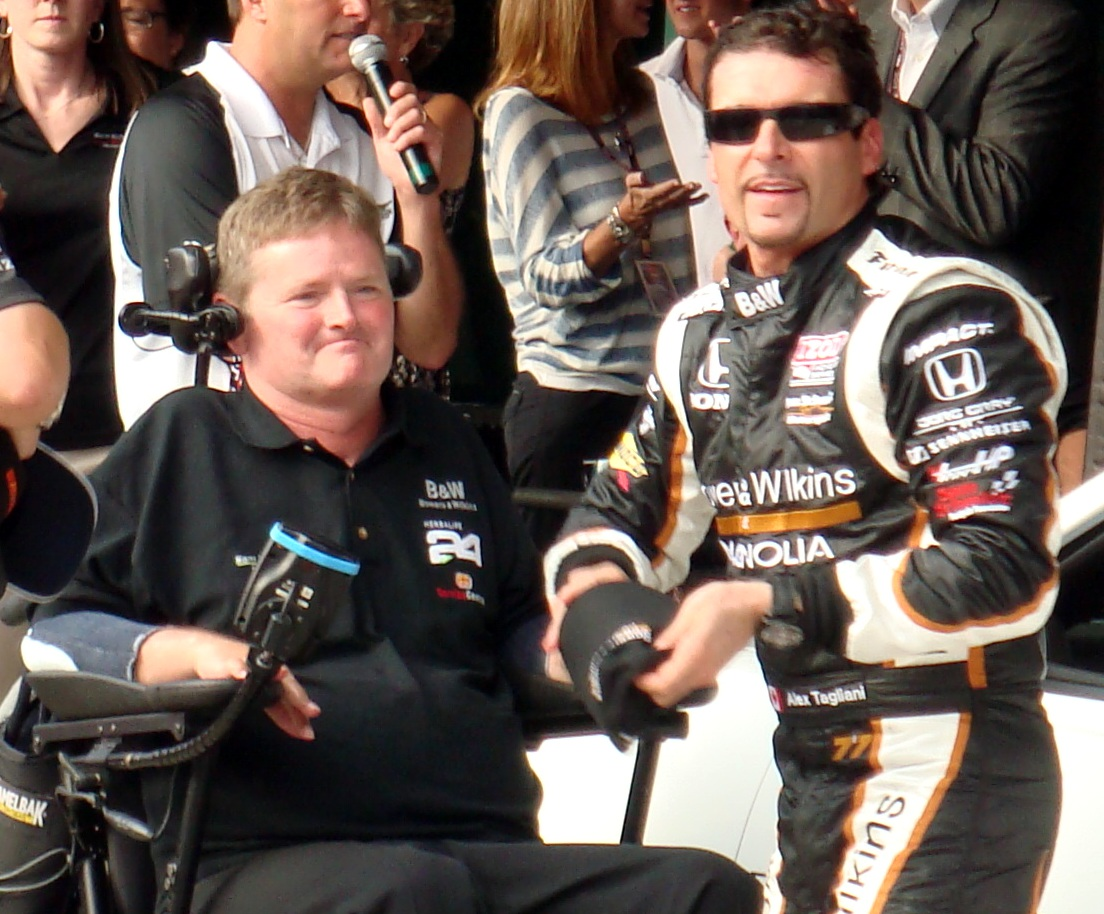
Sam Schmidt y Alex Tagliani luego de lograr la pole de las 500 Millas de Indianápolis 2011.

Schmidt debutó en el año 2001, cuando Davey Hamilton disputó las primeras fechas de la IndyCar. En la quinta fecha del campeonato en Texas, el piloto se lesionó gravemente las piernas en un choque, lo que lo apartó de la competencia luego de haber logrado un 12º puesto en la primera carrera. Lo suplieron tres pilotos: Richie Hearn por dos fechas (que terminó sexto y noveno), Jaques Lazier por cuatro (llegó tercero en una) y Anthony Lazzaro las dos restantes (abandonó en ambas). Asimismo, Alex Barron disputó una fecha en un segundo automóvil, que también abandonó.

### Debut en la IndyCar
En 2002, Hearn disputó 9 de 16 fechas para Schmidt. Su mejor resultado fue un cuarto, y varios arribos entre los 10 primeros lo dejaron en la 15.ª colocación final, pese a las ausencias. Asimismo, Lazzaro participó en cinco fechas, llegando noveno en dos oportunidades; Mark Dismore disputó las 500 Millas de Indianápolis; y Greg Ray compitió en las dos fechas finales.
Schmidt dejó de competir regularmente en la IndyCar en 2003. Hearn compitió en las 500 Millas de Indianápolis en las ediciones 2003 a 2005, donde su mejor resultado fue un 20º. En 2006, su piloto en la carrera fue Airton Daré, quien llegó 18º. El turno fue de Buddy Lazier en 2007, quien terminó 19º. Scmhidt asistió al equipo Rubicon en su participación en las 500 Millas de Indianápolis de 2008 con el piloto Max Papis, pero el automóvil tuvo problemas mecánicos y no logró clasificar a la carrera.
Alex Lloyd, campeón 2007 de la Indy Lights para Schmidt, disputó las 500 Millas de Indianápolis de 2009 para el equipo, con asistencia de Ganassi; el británico clasificó 11º y llegó 13º. En la edición 2010, Schmidt volvió a inscribir un automóvil junto con Ganassi, pero en este caso para el piloto Townsend Bell, que finalizó 16º.
Schmidt compró los activos del equipo Fazzt y con él a su piloto y exdueño Alex Tagliani. El canadiense disputó la mayor parte de obtuvo dos cuartos lugares, un quinto, dos sextos y un séptimo, aunque abandonó en Indianápolis luego de haber conseguido la pole, y quedó 15º en el clasificador final. Por otra parte, Schmidt disputó varias carreras puntuales con distintos pilotos, en algunos casos en alianza con otros equipos. Bell retornó a Schmidt para las 500 Millas de Indianápolis de 2011, donde abandonó. Wade Cunningham, expiloto de Schmidt en la Indy Lights, disputó la fecha de Texas, donde abandonó en la primera manga y llegó 20º en la segunda, y la de Kentucky, donde terminó séptimo. Martin Plowman, en asociación con AFS, compitió en tres fechas, arribando en las tres fuera de los 10 primeros. Hideki Mutoh disputó la fecha de Japón, también junto a AFS, donde terminó 18º.

### Schmidt Hamilton Motorsports/Schmidt Peterson Motorsports
En el 2011, Schmidt Peterson Motorsports compró los activos del antiguo equipo FAZZT Race Team, conservando como el personal y todos los patrocinadores, entre ellos incluso al piloto canadiense Alex Tagliani. Townsend Bell, Jay Howard y Wade Cunningham también corrieron para Schmidt Peterson Motorsports para la temporada de la IndyCar Series de 2011. Schmidt asistió al equipo de Bryan Herta en la participación de Dan Wheldon en las 500 Millas de Indianápolis de 2011, que el británico venció. Como consecuencia, la IndyCar le ofreció 5 millones de dólares estadounidenses si ganaba la fecha final en Las Vegas largando desde la última posición, y Schmidt lo colocó en la butaca de Tagliani. Como entrenamiento previo, disputó la carrera de Kentucky, donde terminó 14º.
Sin embargo, la temporada fue negra para el equipo. Chris Griffis, el jefe del equipo en la de la Indy Lights, murió el 12 de septiembre de 2011. Tenía 46 años. Poco más de un mes después, al final de la temporada 2011, Dan Wheldon que participaba en la última carrera de la temporada 2011, murió conduciendo para ellos después de verse involucrado en un accidente múltiple de 15 coches en Las Vegas Motor Speedway.
En 2012, Schmidt sustituyó a Tagliani por Simon Pagenaud como piloto titular, conservando la motorización Honda. El francés logró cuatro podios y quedó quinto en el campeonato. Un año más tarde, llegaría Ric Peterson como nuevo socio copropietario al equipo y la alineación de los pilotos franceses Tristan Vautier y Simon Pagenaud y la británica Katherine Legge. Pagenaud resultó tercero en el campeonato, cosechando dos victorias y un segundo puesto, Vautier resultó 20º y fue nombrado novato del año, y Legge llegó retrasada en las 500 Millas de Indianápolis.

Schmidt Peterson retuvo a Pagenaud en 2014, quien resultó quinto en el campeonato con dos victorias. Su compañero de equipo fue el ruso Mikhail Aleshin, quien obtuvo un podio y se colocó 16º en la clasificación general, mientras que  jacques Villeneuve finalizó 14º en las 500 Millas de Indianápolis. Pagenaud dejó el equipo en 2015, por lo fichó a James Hinchcliffe como primer piloto. Triunfó en Nueva Orleans bajo la lluvia, pero tuvo un choque en las 500 Millas de Indianápolis que lo dejó fuera de las pistas durante el resto de la temporada. Conor Daly corrió cuatro fechas, obteniendo un sexto puesto, y Ryan Briscoe disputó las ocho restantes, consiguiendo un quinto puesto y tres octavos. El segundo piloto fue James Jakes, quien obtuvo un podio y la 16.ª posición de campeonato. Aleshin retornó para la última fecha, resultando décimo.

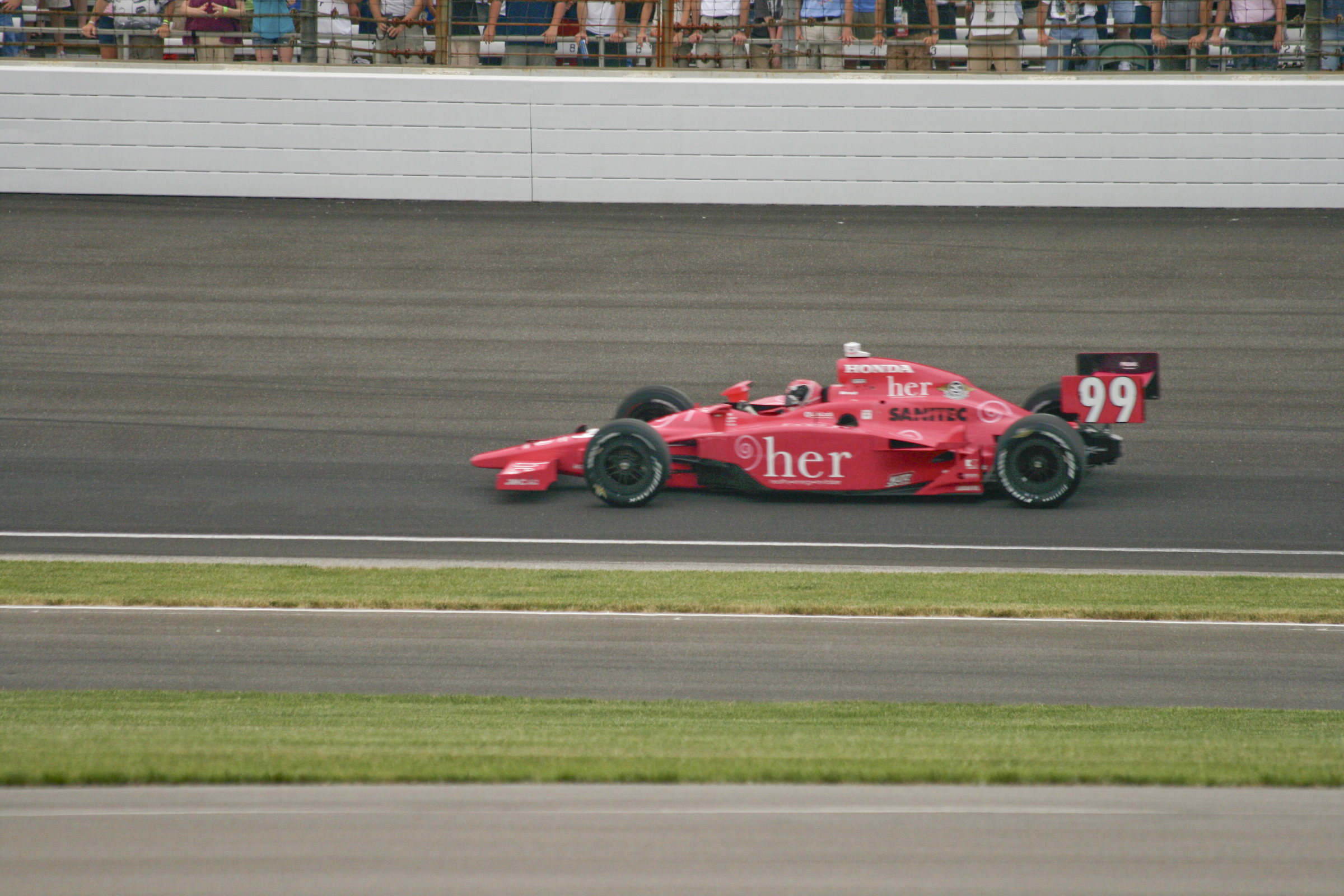
Alex Loyd manejando un coche del equipo, en 2009.

Para 2016, Hinchcliffe y Aleshin volverían a Schmidt Peterson Motorsports. Mientras que ninguno de los dos pilotos obtuvo una victoria, Hinchcliffe perdería una batalla cerrada en Texas contra Graham Rahal, mientras que Aleshin ganaría su primera pole en Pocono Raceway y Hinchcliffe se sentó en la pole para la edición n.º 100 de las 500 millas de Indianápolis. El n.º 77 regresaría para Indy, con Jay Howard conduciendo con el apoyo de Tony Stewart. 
La alineación del equipo se mantendría sin cambios para 2017. Mientras que Hinchcliffe ganaría en Long Beach, Aleshin lucharía duramente durante su segundo año. Durante el fin de semana de Road America, Aleshin se retrasó debido a problemas de visa provenientes de Francia (donde participó en las 24 Horas de Le Mans). El piloto de DTM, Robert Wickens, sustituyó a Aleshin durante la práctica, aunque Aleshin más tarde llegó a la pista y corrió. En Toronto, Aleshin fue reemplazado por Sebastián Saavedra. Se anunció el 12 de agosto que Aleshin ya no competiría por Schmidt Peterson Motorsports y sería reemplazado por Saavedra y Jack Harvey por el resto de la temporada.
En 2018 Schmidt Peterson Motorsports anunció que había extendido el contrato de James Hinchcliffe, además de firmar a su compatriota canadiense Robert Wickens para conducir el n.º 6 para 2018. Leena Gade se convirtió en la ingeniera principal de Hinchcliffe para la temporada 2018, convirtiéndose en la primera mujer ingeniero jefe de pista en IndyCar.
Wickens sufrió un horrible accidente durante el ABC Supply 500 2018 en Pocono Raceway, un accidente que lo dejó parapléjico. Wickens emitió una declaración aclarando que tenía la esperanza de poder caminar nuevamente, debido a que su médula espinal estaba magullada en lugar de estar completamente cortada y que había sentido "algo de sensación y movimiento" en sus piernas. Aunque los nervios no estaban aptos para caminar expresó su esperanza de que podrá caminar solo dentro de los dos años posteriores al accidente. 
En 2019, Arrow se convirtió en el patrocinador principal de SPM, cambiando su el nombre del equipo a Arrow Schmidt Peterson Motorsports. Además, el equipo también firmó al expiloto de Sauber Marcus Ericsson para convertirse en uno de los pilotos del equipo para la temporada 2019. Ericsson utilizó el n.º 7 ya que el n.º 6 estaba reservado para Wickens en caso de que pudiera regresar.

### McLaren (2019–)

#### 2020
En agosto de 2019, SPM inició una colaboración con McLaren para la temporada 2020 en adelante, además de que el equipo cambiaba su nombre para llamaras Arrow McLaren Racing SP y, por lo tanto, rescindirá el contrato restante del motor Honda a favor de los motores Chevrolet.
Patricio O'Ward y Oliver Askew pilotaron para el equipo en 2020. Durante la pandemia de COVID-19 que interrumpió la temporada, se reveló que el equipo recibió un préstamo del Programa de protección de cheques de pago junto con muchos otros equipos de carreras y pistas de carreras para mantener empleados en la nómina y proteger de cualquier posible pérdida de patrocinadores. Askew fue despedido por el equipo después de la temporada y fue reemplazado por el sueco Felix Rosenqvist.

#### 2021

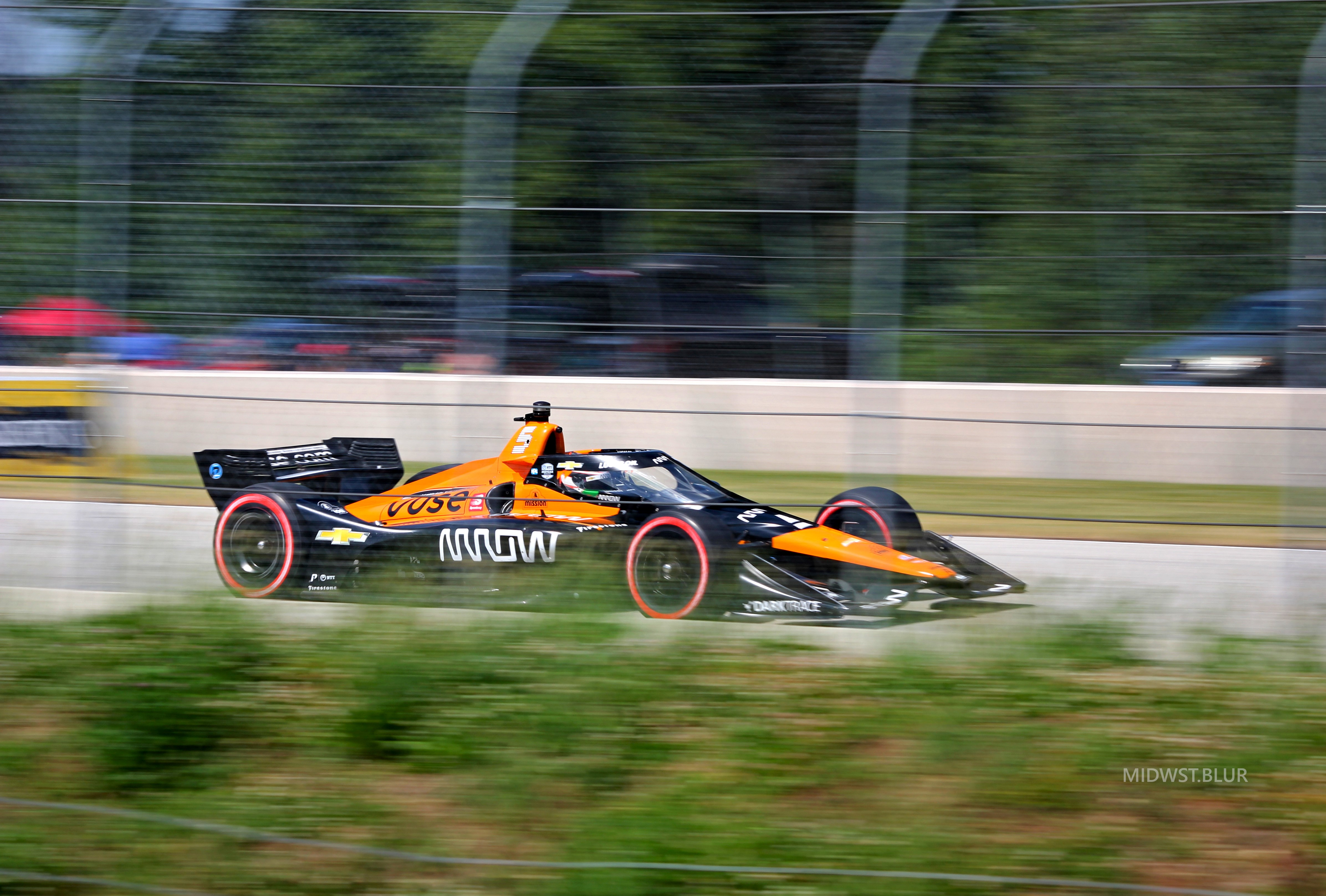
Patricio O'Ward en el Road America de 2021.

En 2021, Arrow McLaren SP se convirtió en el primer equipo con motor Chevrolet, además del Team Penske, en ganar una carrera de IndyCar desde 2016, cuando Patricio O'Ward obtuvo su primera victoria en la serie IndyCar en Texas Motor Speedway. Esta fue también la primera victoria de Schmidt Peterson desde 2018 y la primera victoria de McLaren en una carrera de monoplazas desde 2012. O'Ward obtendría una segunda victoria en la temporada en la Carrera 2 en Detroit, la primera vez que el equipo obtiene dos victorias en una temporada desde 2014 y su primera victoria en un circuito de carretera o calle desde 2017.
Para las 500 Millas de Indianápolis de 2021, el equipo se expandiría a tres autos, con Juan Pablo Montoya conduciendo el tercer auto. Oliver Askew regresó brevemente al equipo para la Carrera 2 en Detroit después de que Rosenqvist se lesionara en un accidente el día anterior, mientras que el ex piloto de McLaren F1, el danés Kevin Magnussen reemplazaría a Rosenqvist en Road America.
El 8 de agosto de 2021, McLaren anunció que había comprado una participación del 75% en la propiedad del equipo, con Schmidt y Peterson compartiendo una participación del 25% en el equipo y permaneciendo en la junta directiva del equipo. El patrocinador principal Arrow Electronics también firmó una extensión con el equipo que los tendría como patrocinador principal hasta la temporada 2029.

#### 2022

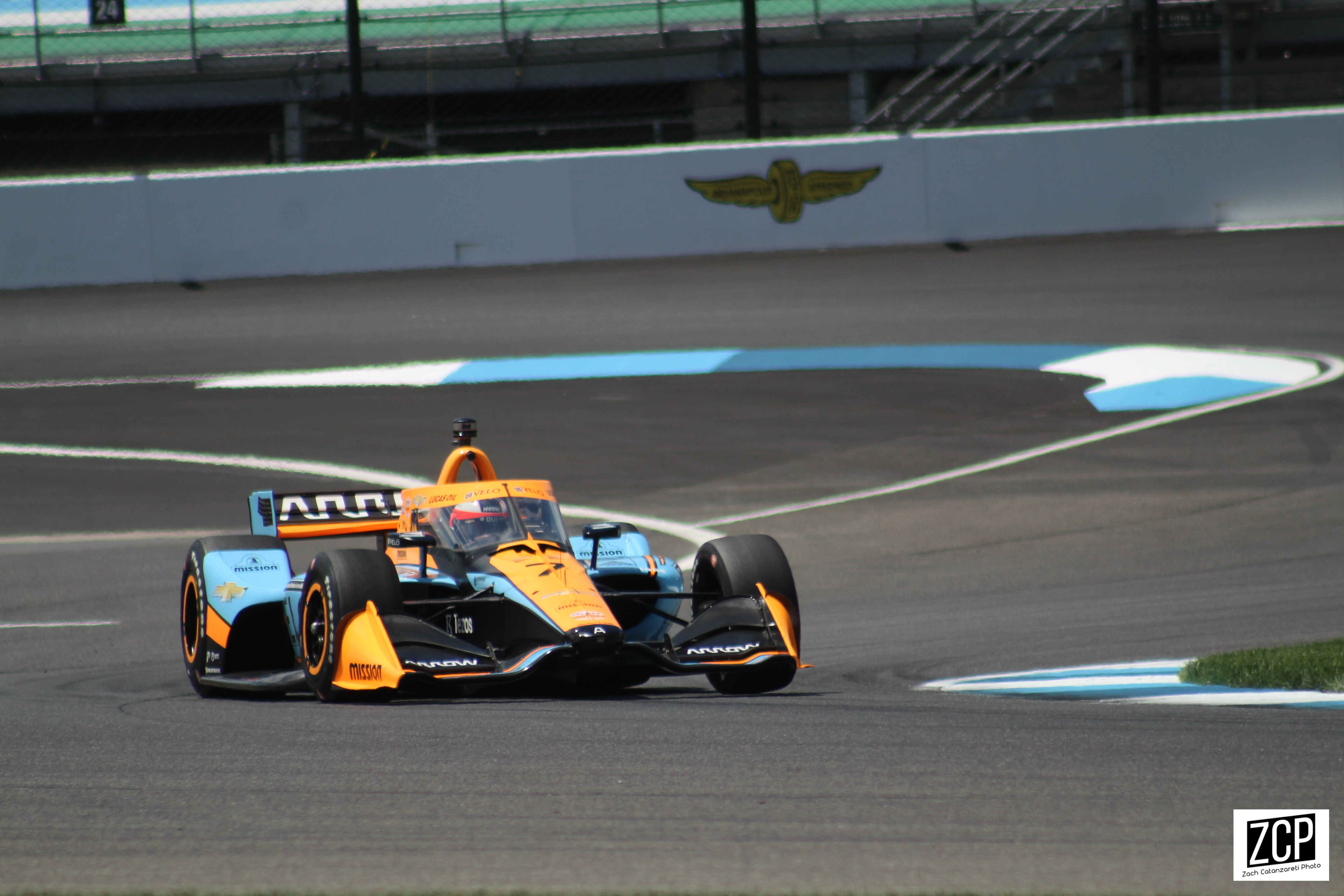
Felix Rosenqvist en el Indianapolis Motor Speedway de 2022.

Para la temporada 2022 de IndyCar Series, la primera temporada en la cual el equipo estaría bajo la propiedad de McLaren, tanto O'Ward como Rosenqvist regresarían al equipo como participantes de tiempo completo. El auto #6 regresaría nuevamente a tiempo parcial para el Gran Premio de GMR y las 500 Millas de Indianápolis de 2022 conducido por Juan Pablo Montoya en el Indianapolis Motor Speedway.
O'Ward y Rosenqvist terminarían segundo y cuarto en las 500 Millas de Indianápolis respectivamente, siendo este el mejor resultado del equipo en Indianápolis desde su fundación. a final del año, el equipo anunció que había contratado a Alexander Rossi para conducir con un tercer monoplaza a tiempo completo a partir de 2023 y más allá.
El equipo esa temporada lograría 2 victorias de mano de O'Ward, además de 4 podios y una pole de él, y un podio de Rosenqvist en el Gran Premio de Toronto. Quedando O'Ward en séptima posición en la tabla general y Rosenqvist en octavo.

#### 2023
Para 2023, el equipo anunció la contratación de Alexander Rossi para conducir un tercer automóvil a tiempo completo. Además, el presidente del equipo, Taylor Kiel, dejó el equipo. Sus deberes fueron analizados y redistribuidos entre Brian Barnhart, quien se une al equipo con Rossi de Andretti Autosport como Gerente General, y Gavin Ward.

## Indy Lights

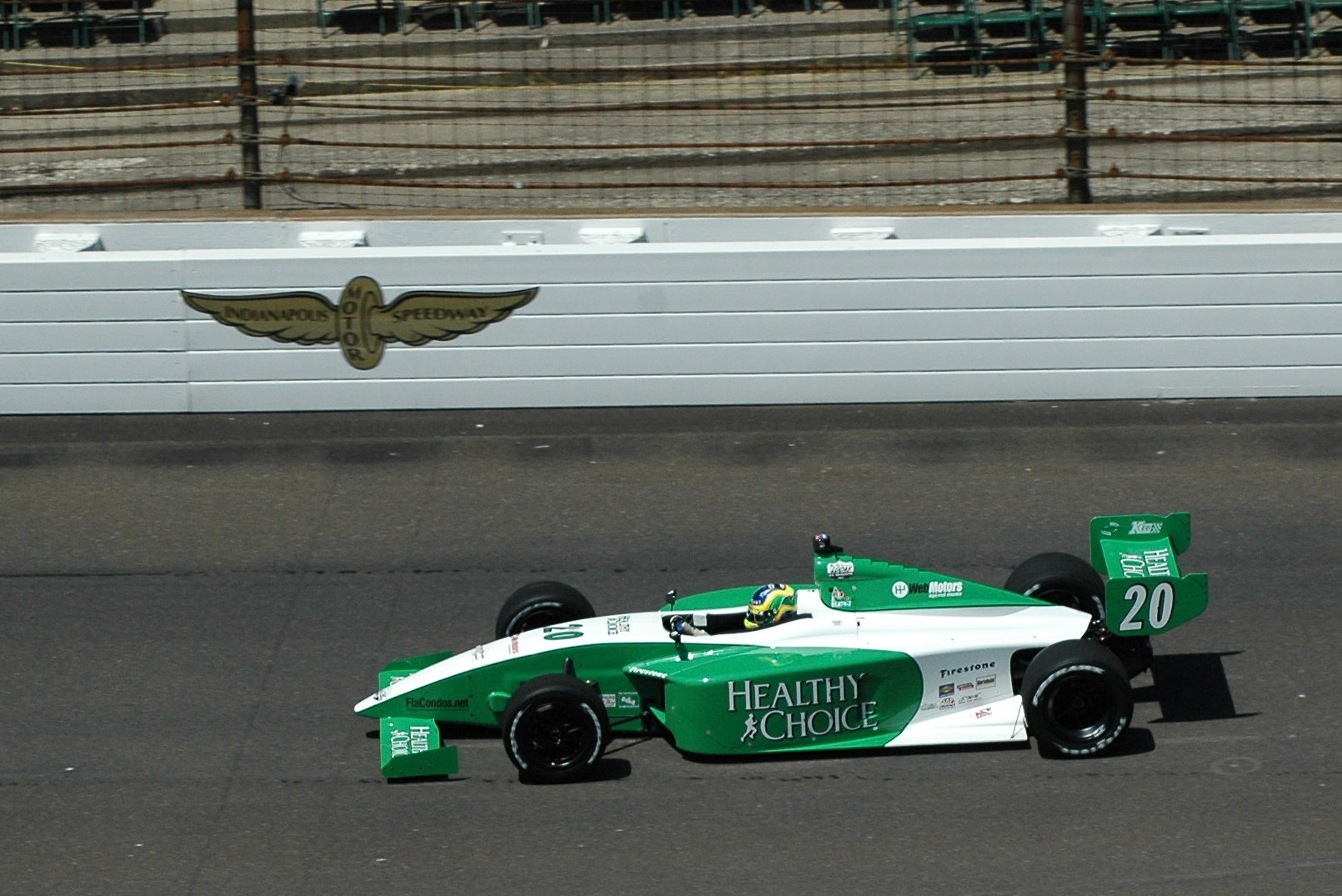
Ana Beatriz en el 2008.

Schmidt se sumó a la entonces llamada Indy Pro Series en su creación en 2002. Desde entonces, ofreció asiento a numerosos pilotos cada año y fue uno de los más exitosos. En 2002, G. J. Mennen terminó octavo, y en 2003 lo hizo Tom Wood. En 2004, llevó a Thiago Medeiros al campeonato y a Arie Luyendyk Jr. a la tercera colocación, aunque cambió de equipo a mitad de temporada. Su piloto Travis Gregg terminó tercero en 2005.
Jay Howard fue campeón para el equipo en 2006 y Alex Lloyd en 2007. En 2008, Richard Antinucci terminó segundo en el campeonato, Ana Beatriz Figueiredo tercera y James Davison noveno. En 2009, Wade Cunningham fue cuarto, James Hinchcliffe quinto, Figueiredo octava y Gustavo Yacamán Jr 12º. 
En 2010, Jean-Karl Vernay fue campeón, Pippa Mann quinta y Philip Major noveno; además Cunningham ganó en Indianápolis y terminó tercero en la fecha final. En 2011, Josef Newgarden fue campeón, Esteban Guerrieri fue subcampeón y Victor Carbone sexto. En 2012, una vez más, el equipo se llevó el título del campeonato Indy Lights con Tristan Vautier.
En el 2013 los conductores de Indy Lights del equipo fueron el británico Jack Hawksworth, el colombiano Gabby Chaves, y el estadounidense Sage Karam. Karam ganó el campeonato de 2013, convirtiéndose en el octavo novato a convertirse en campeón de la serie, con tres victorias y nueve podios. Chaves fue subcampeón con una victoria y nueve podios, en tanto que Hawksworth finalizó cuarto con tres victorias y seis podios.
En 2014, Schmidt presentó a cuatro pilotos. Jack Harvey fue subcampeón con cuatro victorias y diez podios en catorce carreras. Luiz Razia terminó quinto con una victoria y cinco podios. Juan Pablo García finalizó sexto y Juan Piedrahíta séptimo, ambos sin podios. En 2015, Harvey volvió a ser subcampeón con dos victorias y ocho podios en dieciséis carreras. R. C. Enerson terminó cuarto con una victoria y cinco podios. Scott Anderson y Ethan Ringel terminaron noveno y undécimo respectivamente con un podio cada uno.
Para 2016, Schmidt presentaría autos para Santiago Urrutia y André Negrão. Si bien, Urrutia ganaría la mayor cantidad de carreras de cualquier piloto, perdería el título ante Ed Jones de Carlin. A fines de 2016, Schmidt anunció que terminaría su programa Indy Lights, queriendo desviar recursos al programa IndyCar del equipo.
En abril de 2017, Schmidt Peterson anunció una asociación del programa de desarrollo de pilotos con el equipo Belardi Auto Racing de Indy Lights. Como parte del acuerdo, el patrocinador de Schmidt Peterson, Arrow Electronics, también patrocinó al piloto uruguayo, Santiago Urrutia.